# کویریما، آنگولا
کویریما (به انگلیسی: Quirima) شهری در استان هوییلا واقع در کشور آنگولا است که در سال ۲۰۰۹ میلادی ۶٬۴۲۷ نفر جمعیت داشته است.